# ペンギン・グループ
ペンギン・グループ（英: Penguin Group）は、ロンドンに本社を置く出版社である。アレン・レーン（英語）によって1935年7月30日に創業、1970年にピアソンが買収した。イギリスやアイルランドの他、アメリカやカナダ、ブラジル、中華人民共和国、ニュージーランド、インドやオーストラリア、南アフリカなどにも事業部を置く。その中で、イギリスで展開しているものがペンギン・ブックスである。多くの会社を吸収合併している。
代表的なブランドはPenguin Graded Readers（「ペンギンリーダーズ」）と呼ばれ、レベル分けされた英語教本である。ペンギン・クラシックスは〈Oxford World's Classics〉（仮訳オックスフォード世界の古典シリーズ）とともに古典的良書を刊行することで有名。ペーパーバック版の辞書『Penguin Pocket Dictionary』も発行している。
この企業はかつて、ランダムハウスなどと並ぶ大手の一角に数えられ、そのランダムハウスと合併し、ペンギン・ランダムハウス社の傘下を経て、2013年7月1日付でドイツのベルテルスマンというメディア複合企業に吸収された。親会社は当初、ジョイントベンチャーの株式の53%を保有し、残りの47%はピアソンが抑えていた。2019年12月18日以降、ペンギンランダムハウス（Penguin Random House）はベルテルスマンの100％子会社である。　
ペンギン・ブックスの本拠はロンドン市内シティ・オブ・ウェストミンスターにある。

## 子会社
この企業体には以下の子会社（商号）がある（アルファベット順）。
- エイヴェリー出版（英語版）[17]
- バークリー・ブックス（英語版）
  - エース・ブックス
  - ジョーブ・ブックス（英語版）
  - ニュー・アメリカン・ライブラリー（英語版） (NAL)
    - EPダットン（英語版）
    - ダットン児童書部門（英語版）
    - プルーム（英語版）
    - オブシディアン Obsidian
    - オニキス Onyx
    - ロック・ブックス（英語版）
    - シグネット・ブックス（英語版）
    - シグネット・クラシックス（英語版）
    - シグネット・エクリプス Signet Eclipse
    - トパーズ Topaz
- カートゥーン・ネットワーク・ブックス（英語版）　※同名の配信テレビ局あり。
- コンパンヒア・ダス・レトラス（英語版）（70%）
- ダイアルプレス（英語版）
  - ダイアル・ブックス（英語版）
  - ダイアル・ブックス児童書部門（英語版）
- DK社
  - アルファ・ブックス（英語版）
  - DKアイウィットネス・トラベル（英語版）
- DAWブックス DAW Books
- ファイアバード・ブックス（英語版）
- フレデリック・ウォーン（英語版）
- GPパトナムズ･サンズ（英語版）
  - エイミー・エインホーン Amy Einhorn
  - メリアン・ウッド Marian Wood
  - カワード＝マッキャン Coward-McCann
  - GPパトナムズ・サンズ・ブックス少年少女部門（英語版）
- グローセット・アンド・ダンラップ（英語版）
  - チャーター・ブックス Charter Books（エース・チャーター）
  - ベッドタイム・ストーリーズ Bedtime Stories
  - ジュニア・ライブラリー Junior Library
  - プラット・アンド・マンク Platt & Munk
- HP ブックス（自動車専門の出版社、1964年創業）[18]
- コキラ Kokila[19]
- レディーバード・ブックス（英語版）
- パメラ・ドーマン・ブックス Pamela Dorman Books
- ペリカンブックス（英語版）
- ペンギン・ブックス（Penguin Books）
  - アワ・プレス（英語版）[20]
  - ハーミシュ・ハミルトン（英語版）
  - マイケル・ジョセフ（英語版）
  - ペンギン・クラシックス
  - ペンギン・プレス Penguin Press（ノンフィクション小説と小説、2003年創業）[21]
  - ペンギン児童書グループ
    - プライス・スターン・スローン（英語版）
    - パフィン・ブックス（英語版）

  - ヴァイキング・プレス（英語版）※現状はリダイレクト
    - ヴァイキング児童書部門（英語版）

  - ターチャー・ペリジー（英語版）[22]
  - フィロメルブックス（英語版）
  - ポートフォリオ（英語版）
- レイザービル Razorbill
  - リバーヘッドブックス（英語版）
  - センティネル（英語版）
- スピーク Speak

## シリーズ名
「ペンギンブックス」の名前を冠し、日本の出版社による書籍のシリーズに以下を含む（出版年順）。
大和書房〈ペンギンブックス〉
- 戶山一彦『マイ・ペースくるまを楽しむ副読本 : 免許から違反まで人に負けない笑知識』大和書房1965年。OCLC 672805744。
- 邑井操『秀吉と家康 : 乱世を生きた二つの個性』1965年。
- 邑井操 『太閤記 : 豊臣秀吉風雲録』1965年。
- 菊村紀彦『源義経の謎』1966年。
- 邑井操『義経と頼朝 : 敗者の栄光と勝者の悲惨』 1966年。
- 邑井操『源義経 : 孤独の生涯』1966年。
- 菊村紀彦『江戸城 : 暗殺事件の謎』1967年
- 邑井操『西郷隆盛と志士群像 : 維新を動かした英傑たち』 1967年。
- 松本順『日本の猛烈経営者 : 世界経済征服作戦』1968年。
- 東京キワニスクラブ 編『秘話日本の百年 : はじめて明らかにされる三代の内幕』1968年。

岩崎学術出版社〈ペンギンブックス. 双書〉
- R.Douglass Savage『児童の精神測定』斉藤浩子 訳〈ペンギンブックス. 双書・現代の心理学 ; 4〉、1975年。
- A・Morrison、D・McIntyre『教授行動の心理学』工藤正悟, 菊池章夫 共訳〈ペンギンブックス. 双書・現代の心理学 ; 1〉、1977年。

### 関連文献
本文の脚注に未使用のもの。
解説、研究
- 内田庶『ペンギンブックスものがたり : 本の世界を変えた本』依光隆 絵、東京 : 岩崎書店〈愛と勇気のノンフィクション ; 15〉、1990年。ISBN 4-265-01315-5。
  - 「今月の書評『ペンギンブックスものがたり』」『子どもの本棚 : 月刊書評誌』第19巻第8号（通号262号）、日本子どもの本研究会 編、日本子どもの本研究会、1990年8月、2-18頁（コマ番号0003.jp2-）。国立国会図書館限定。doi:10.11501/3468450。
- 尾崎俊介「海外新潮 紙表紙の誘惑 §（6）ペンギンブックスの登場」『英語青年』第146巻第6号（通号1819号）、研究社、 2000年9月、383-385頁（コマ番号0027.jp2-）。国立国会図書館限定。doi:10.11501/4435727。掲載誌別題『The rising generation』。
- 藤原隆弘 「資料1.2.3 ペンギンブックスのコンテンツのページ表示例（それぞれ右にある「3」が紙のページ番号）」『世界の電子ブックリーダー調査報告書: タブレット端末で激変する業界の最新動向と66機種の全仕様 2011』インプレスR&Dインターネットメディア総合研究所〈新産業調査レポートシリーズ〉、2011年1月、20頁。全国書誌番号:22040637。付録はCD-ROM（12cm） 1枚。掲載誌別題『eReader trend report』。
- ジェイ・ルービン 編（Rubin, Jay）『ペンギン・ブックスが選んだ日本の名短篇29』東京 : 新潮社、2019年。全国書誌番号:23184799。原題『The Penguin Book of Japanese Short Stories』の抄訳。村上春樹「前書き」。

情報誌
いずれもNDLデジタルライブラリー収蔵。
- 『Books of the world』東京出版販売。国立国会図書館内または図書館・個人送信で利用可能。
  - 「ペンギン･ブックス入荷御案内」第6巻第3号、30-32頁（コマ番号0017.jp2）、1957年12月。doi:10.11501/3541595。
  - 「ペンギン･ブックス――刊行書紹介(その一)」第6巻第8号、10-16頁（コマ番号0007.jp2）、1958年5月。doi:10.11501/3541600。
  - 「ペンギン･ブックス――刊行書紹介(その二) 」第6巻第9号、10-16頁（コマ番号0007.jp2）、1958年6月。doi:10.11501/3541601。
- 「洋書コーナー ペンギンブックス二つの新刊」『新刊展望』第8巻第4号（通号156号）、日本出版販売、1964年2月、17頁（コマ番号0011.jp2）。利用は国立国会図書館限定。doi:10.11501/3437957。
- P「本の周辺 ペンギン・ブックス」『図書』第333号、岩波書店、1977年5月、46-49頁（コマ番号0025.jp2）、国立国会図書館限定。doi:10.11501/3447947。

単行本
- 安藤 一郎『若き日の芸術家の肖像』福田陸太郎 シリーズ責任編集、東京：英潮社〈英潮社ペンギンブックスシリーズ〉、1987年。OCLC 957734304。新訂、〈英潮社フェニックス〉1991年。

辞書、事典
- N・アバークロンビー、Ｓ・ヒル、B・Ｓ・ターナー『新しい世紀の社会学中辞典』新版、京都：ミネルヴァ書房、2005年。OCLC 1183240460。Abercrombie  Nicholas、Stephen Hill、Bryan S Turner、丸山 哲央。初版は1996年。
  - ペンギン・ブックス『社会学辞典』最新第3版（1994年12月）の日本語版。